# Liste des sites et monuments classés de la wilaya de Sétif
Cet article présente une liste des sites et monuments classés de la wilaya de Sétif, en Algérie.

## Liste
| Id    | Identification du bien                       | Datation        | Commune        | Coordonnées                      | Catégorie du classement                     | Mesures et date de protection | Date de publication au Journal Officiel | Illustration    |                       |
| ----- | -------------------------------------------- | --------------- | -------------- | -------------------------------- | ------------------------------------------- | --- | --------------------------------------- | --------------- | --------------------- |
| 19-1  | Fontaine d'Ain El Fouara                     | Contemporaine   | Sétif          | 36° 11′ 22″ nord, 5° 24′ 18″ est | Classé                                      | Classé parmi les sites et monuments historiques par arrêté du 03/11/1999, après avis favorable de la commission nationale des monuments historiques émis lors de ses réunions du 18/04/1987, du 7/03/1988, du 17/06/1990, du 30/12/1991, du 19/01/1995, du 05/03/1996, du 13/05/1997, du 24/12/1997, du 24/12/1997, et du 26/07/1998. | N° 87 du 08/12/1999                     |                 | Télécharger une image |
| 19-2  | Quartier de la Citadelle de Sétif            | Antique         | Sétif          | à géolocaliser                   | Classé                                      | Ouverture d'instance en vue de l'inscription sur l'inventaire supplémentaire par arrêté du 15/02/1979, après avis favorable de la commission nationale des monuments et sites historiques tenu le 27/12/1978. | N° 16 du 06/03/1979                     | Image manquante | Télécharger une image |
| 19-3  | Site Ain El Haneche                          | Préhistorique   | Guelta Zerka   | à géolocaliser                   | Classé                                      | Classé sur la liste des biens culturels par arrêté du 28/04/2013, après avis conforme de la commission nationale des biens culturels tenu le 14/01/2013. | N° 26 du 07/05/2014                     | Image manquante | Télécharger une image |
| 19-4  | Site d'Ikgan                                 | Médiévale       | Aïn El Kebira  | à géolocaliser                   | Classé                                      | Classé parmi les sites historiques par arrêté du 20/11/1978, après avis favorable de la commission nationale des monuments et sites historiques tenu le 07/04/1976. | N° 52 du 26/12/1978                     | Image manquante | Télécharger une image |
| 19-5  | Territoires et monuments de l'antique Cuicul | Antique         | Djemila        | 36° 19′ 11″ nord, 5° 44′ 11″ est | Classé                                      | 1-Classé parmi les sites et monuments historiques en (L.1900), Conformément à l'article 62 de l'ordonnance N° 67-281 du 20/12/1967 2- Inscrit sur la Liste du patrimoine mondial en 1982 | N° 07 du 23/01/1968                     |                 | Télécharger une image |
| 19-6  | Zone Archéologique de Sétif                  | Antique         | Sétif          | à géolocaliser                   | Classé                                      | Classé parmi les sites historiques par arrêté du 19/10/1982, après avis favorable de la commission nationale des monuments et sites historiques tenu le 26/12/1979. | N° 48 du 30/11/1982                     | Image manquante | Télécharger une image |
| 19-7  | Citerne romaine Rafaoui (Barral)             | Antique         | Sétif          | à géolocaliser                   | Inscription sur l'inventaire supplémentaire | Inscrit sur l'inventaire supplémentaire Arrêté signé par le wali N° 4538 du 04/11/2015 |                                         | Image manquante | Télécharger une image |
| 19-8  | Henchir Teghliste                            | Préhistorique   | Beidha Bordj   | à géolocaliser                   | Inscription sur l'inventaire supplémentaire | Inscrit sur l'inventaire supplémentaire Arrêté signé par le wali N° 4538 du 04/11/2015 | Arrêté non pub au journal officiel      | Image manquante | Télécharger une image |
| 19-9  | Kherba El kbira                              | Antique         | Tella          | à géolocaliser                   | Inscription sur l'inventaire supplémentaire | Inscrit sur l'inventaire supplémentaire Arrêté signé par le wali N° 4538 du 04/11/2015 | Arrêté non pub au journal officiel      | Image manquante | Télécharger une image |
| 19-10 | Kherbet Badjeur                              | Antique         | Hamma          | à géolocaliser                   | Inscription sur l'inventaire supplémentaire | Inscrit sur l'inventaire supplémentaire Arrêté signé par le wali N° 4538 du 04/11/2015 | Arrêté non pub au journal officiel      | Image manquante | Télécharger une image |
| 19-11 | Kherbet Belkhelfi                            | Antique         | Taya           | à géolocaliser                   | Inscription sur l'inventaire supplémentaire | Inscrit sur l'inventaire supplémentaire Arrêté signé par le wali N° 4538 du 04/11/2015 | Arrêté non pub au journal officiel      | Image manquante | Télécharger une image |
| 19-12 | Kherbet Bir el Tamcha                        | Antique         | Taya           | à géolocaliser                   | Inscription sur l'inventaire supplémentaire | Inscrit sur l'inventaire supplémentaire Arrêté signé par le wali N° 4538 du 04/11/2015 | Arrêté non pub au journal officiel      | Image manquante | Télécharger une image |
| 19-13 | Kherbet El Bhayha                            | Antique         | Taya           | à géolocaliser                   | Inscription sur l'inventaire supplémentaire | Inscrit sur l'inventaire supplémentaire Arrêté signé par le wali N° 4538 du 04/11/2015 | Arrêté non pub au journal officiel      | Image manquante | Télécharger une image |
| 19-14 | Kherbet el Kis                               | Antique         | Hamma          | à géolocaliser                   | Inscription sur l'inventaire supplémentaire | Inscrit sur l'inventaire supplémentaire Arrêté signé par le wali N° 4538 du 04/11/2015 | Arrêté non pub au journal officiel      | Image manquante | Télécharger une image |
| 19-15 | Kherbet El Kmamda                            | Antique         | Taya           | à géolocaliser                   | Inscription sur l'inventaire supplémentaire | Inscrit sur l'inventaire supplémentaire Arrêté signé par le wali N° 4538 du 04/11/2015 | Arrêté non pub au journal officiel      | Image manquante | Télécharger une image |
| 19-16 | Mosquée El Atik                              | Médiévale       | Ksar El Abtal  | à géolocaliser                   | Inscription sur l'inventaire supplémentaire | Inscrit sur l'inventaire supplémentaire Arrêté signé par le wali N° 4538 du 04/11/2015 | Arrêté non pub au journal officiel      | Image manquante | Télécharger une image |
| 19-17 | Prison Kasr El Tir                           | Contemporaine   | Ksar El Abtal  | à géolocaliser                   | Inscription sur l'inventaire supplémentaire | Inscrit sur l'inventaire supplémentaire Arrêté signé par le wali N° 4538 du 04/11/2015 | Arrêté non pub au journal officiel      | Image manquante | Télécharger une image |
| 19-18 | Puits romain Mechta R'mada                   | Antique         | Hammam Soukhna | à géolocaliser                   | Inscription sur l'inventaire supplémentaire | Inscrit sur l'inventaire supplémentaire Arrêté signé par le wali N° 4538 du 04/11/2015 | Arrêté non pub au journal officiel      | Image manquante | Télécharger une image |
| 19-19 | Restes archéologiques                        | Antique         | Rosfa          | à géolocaliser                   | Inscription sur l'inventaire supplémentaire | Inscrit sur l'inventaire supplémentaire Arrêté signé par le wali N° 4538 du 04/11/2015 | Arrêté non pub au journal officiel      | Image manquante | Télécharger une image |
| 19-20 | Site archéologique Ain Sultan                | Antique         | Aïn Lahdjar    | à géolocaliser                   | Inscription sur l'inventaire supplémentaire | Inscrit sur l'inventaire supplémentaire Arrêté signé par le wali N° 4538 du 04/11/2015 | Arrêté non pub au journal officiel      | Image manquante | Télécharger une image |
| 19-21 | Site archéologique el Koula                  | Médiévale       | Ouled Tebben   | à géolocaliser                   | Inscription sur l'inventaire supplémentaire | Inscrit sur l'inventaire supplémentaire Arrêté signé par le wali N° 4538 du 04/11/2015 | Arrêté non pub au journal officiel      | Image manquante | Télécharger une image |
| 19-22 | Site archéologique Kef Zmam                  | Préhistorique   | Beidha Bordj   | à géolocaliser                   | Inscription sur l'inventaire supplémentaire | Inscrit sur l'inventaire supplémentaire Arrêté signé par le wali N° 4538 du 04/11/2015 | Arrêté non pub au journal officiel      | Image manquante | Télécharger une image |
| 19-23 | Site archéologique Lakrachine                | Antique         | Ouled Tebben   | à géolocaliser                   | Inscription sur l'inventaire supplémentaire | Inscrit sur l'inventaire supplémentaire Arrêté signé par le wali N° 4538 du 04/11/2015 | Arrêté non pub au journal officiel      | Image manquante | Télécharger une image |
| 19-24 | Site archéologique Maefer                    | Antique         | Salah Bey      | à géolocaliser                   | Inscription sur l'inventaire supplémentaire | Inscrit sur l'inventaire supplémentaire Arrêté signé par le wali N° 4538 du 04/11/2015 | Arrêté non pub au journal officiel      | Image manquante | Télécharger une image |
| 19-25 | Site Archéologique Zaraia                    | Antique         | Beidha Bordj   | à géolocaliser                   | Inscription sur l'inventaire supplémentaire | Inscrit sur l'inventaire supplémentaire Arrêté signé par le wali N° 4538 du 04/11/2015 | Arrêté non pub au journal officiel      | Image manquante | Télécharger une image |
| 19-26 | Gorges de Chabet Akra                        | Aucune datation | Guenzet        | à géolocaliser                   | Sites naturels                              | Classées parmi les sites et monuments naturels en date du 30/01/1928, Conformément à l'article 62 de l'ordonnance N° 67-281 du 20/12/1967 | N° 07 du 23/01/1968                     | Image manquante | Télécharger une image |
| 19-27 | Village de Tidget, Guergour                  | Aucune datation | Guenzet        | à géolocaliser                   | Sites naturels                              | Classé parmi les sites et monuments naturels en date du 30/01/1928, Conformément à l'article 62 de l'ordonnance N° 67-281 du 20/12/1967 | N° 07 du 23/01/1968                     | Image manquante | Télécharger une image |